# Freedom of '76
Freedom of '76 är en låt av det amerikanska alternativ rock bandet Ween. Låten släpptes som den andra singeln från albumet Chocolate and Cheese släppt 1994. "Freedom of '76" skiljer sig från andra Weenlåtar på grund av att den blandar soul med alternativ rock. Singeln nådde nummer 158 på topplistan i England.
Låten har spelats live av Ween över 200 gånger.
Den 2 maj 1996 spelade Ween "Freedom of '76" tillsammans med Foo Fighters på en konsert i Kalifornien.
Allmusic-kritikern Heather Phares tyckte att "Freedom of '76" var en av de bästa låtarna från Chocolate and Cheese. Sputnikmusic gav låten 4,5 av 5 i betyg.